# Isometrus maculatus
Az Isometrus maculatus a pókszabásúak (Arachnida) osztályának skorpiók (Scorpiones) rendjébe, ezen belül a Buthidae családjába tartozó faj.

## Előfordulása
Az Isometrus maculatus a Föld számos trópusi részén megtalálható; egyes helyekre, mint például Hawaiira az ember betelepítette. Az új élőhelyein kártékony inváziós fajnak számít.

## Megjelenése
Az állat 45-60 milliméter hosszú. A színezete világos sárgásbarna; néhol foltozottsággal.

## Életmódja
A meleg éghajlatokat kedveli, és főleg éjszaka tevékeny. Táplálékai között rovarok, pókok, ikerszelvényesek és kisebb rágcsálók szerepelnek. A kannibalizmust sem veti el. Általában 3-5 évig él.

## Képek

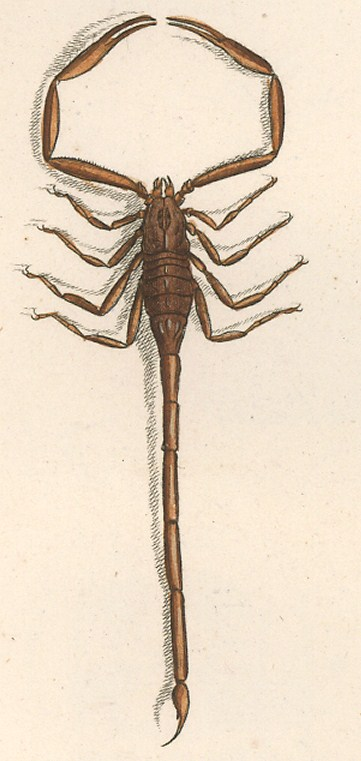
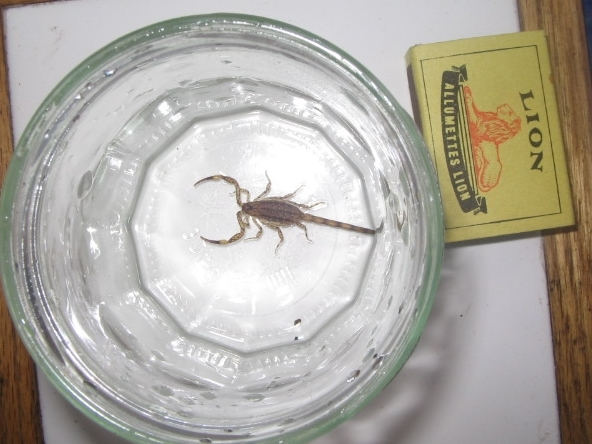

### Fordítás
- Ez a szócikk részben vagy egészben  az   Isometrus maculatus című angol Wikipédia-szócikk ezen változatának fordításán alapul.  Az eredeti cikk szerkesztőit annak laptörténete sorolja fel. Ez a jelzés csupán a megfogalmazás eredetét és a szerzői jogokat jelzi, nem szolgál a cikkben szereplő információk forrásmegjelöléseként.